# Agnes Geraghty
Agnes Geraghty   (Nova York, 26 de novembre de 1907 - Oceanside, 1 de març de 1974), coneguda posteriorment pel seu nom de casada Agnes McAndrews, va ser una nedadora estatunidenca que va competir durant la dècada de 1920.
El 1924 va prendre part en els Jocs Olímpics de París, on va guanyar la medalla de plata en la competició dels 200 metres braça del programa de natació. Quatre anys més tard, als Jocs d'Amsterdam, no va poder repetir l'èxit, en ser eliminada en sèries en la mateixa prova.
Entre 1924 i 1930 guanya 10 campionats de braça de l'AAU, alhora que establí rècords mundials en totes les distàncies entre els 50 i els 400 metres braça. En retirar-se passà a exercir d'entrenadora de natació.